# Port de Singapur

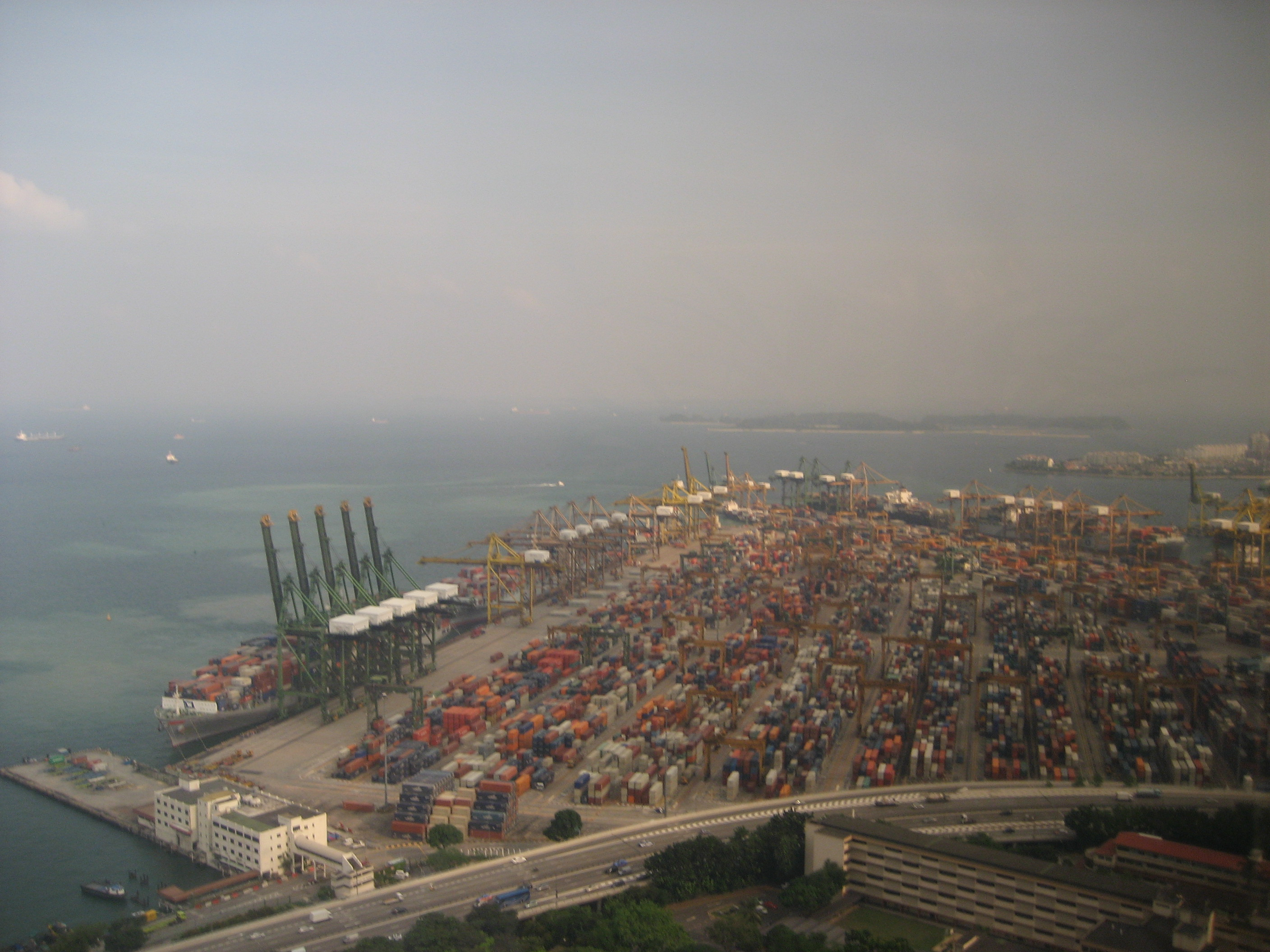
Port de Singapur

El port de Singapur fa referència a les instal·lacions i terminals col·lectives que realitzen comerç marítim i que gestionen els ports i la navegació de Singapur. Està classificada com la principal capital marítima del món des del 2015. Actualment és el segon port més ocupat del món pel que fa als TEUS i el tercer segons el tonatge total de transport marítim, també transborda una cinquena part dels contenidors marítims del món, la meitat del subministrament anual de cru de món i és el port de transbordament més ocupat del món. Al voltant del 85% dels contenidors que arriben a Singapur són trasbordats cap un altre port. Va ser el port més transitat pel que fa al tonatge total de càrrega gestionat fins al 2005, quan va ser superat pel port de Xangai. Milers de vaixells ancoren al port, connectant el port amb més de 600 ports més de 123 països i repartits pels cinc continents.
El port de Singapur no és una mera bondat econòmica, sinó una necessitat econòmica perquè a Singapur li falten recursos terrestres i naturals. El port és fonamental per importar recursos naturals i, posteriorment, reexportar productes després d'haver estat refinats i modelats d'alguna manera, per exemple, fabricació de productes electrònics o refinació de petroli per generar ingressos. Les indústries de serveis, com ara els serveis d'hostaleria típics d'un port d'escala, reabasteixen el subministrament d'aliments i aigua als vaixells. Els vaixells passen entre l'oceà Índic i l'oceà Pacífic per l'estret de Singapur. L'estret de Johor al nord del país és impracticable per als vaixells a causa de la calçada Johor-Singapore, construïda el 1923, que uneix la ciutat de Woodlands, Singapur, amb la ciutat de Johor Bahru, a Malàisia.

## Història

### Abans de 1819
A finals del segle xiii, es va establir un regne conegut com a Singapura a la riba nord del riu Singapur al voltant del que es va anomenar Port Vell. Va ser l'únic port de la part sud de l'estret de Malaca i va donar servei a vaixells i comerciants de la regió, competint amb altres ports de la costa de l'estret de Malaca com Jambi, Kota Cina, Lambri, Semudra, Palembang, Sud Kedah i Tamiang. El port tenia dues funcions. En primer lloc, va posar a disposició productes que eren demandats pels mercats internacionals; d'acord amb el Daoyu Zhilüe (Brieff Annals of Foreign Islands, 1349) pel comerciant xinès Wang Dayuan (nascut en 1311, fl. 1328-1339), aquests inclouen la millor qualitat de cascs Hornbill, lakawood (malai kayu laka) i cotó. Tot i que aquestes mercaderies també estaven disponibles en altres ports del sud-est asiàtic, les de Singapur eren úniques en termes de qualitat. En segon lloc, Singapur va actuar com una porta d'entrada al sistema econòmic regional i internacional de la seva regió immediata. Sud Johor i l'arxipèlag de Riau subministraven productes a Singapur per a l'exportació a altres llocs, mentre que Singapur era la principal font de productes estrangers a la regió. Els testimonis són artefactes arqueològics com ceràmica i cristalleria trobats a l'arxipèlag de Riau. A més, el cotó es va transbordar des de Java o l'Índia a Singapur.

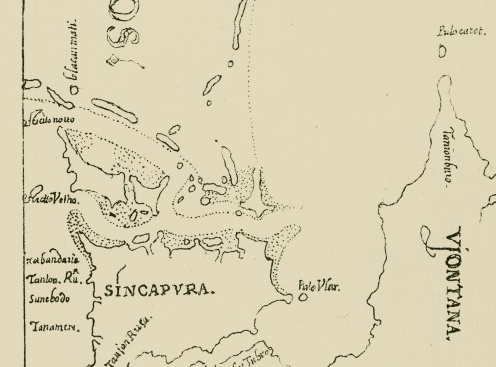
Xabandaria (el lloc dels Shahbandars) marcat en aquest mapa de Singapur el 1604 per Godinho de Erédia. El mapa s’orienta amb el sud cap a la part superior esquerra.

Al segle xv, Singapur havia declinat com a port comercial internacional a causa de l'ascens del sultanat de Malaca. El comerç local va continuar a l'illa. Un mapa de Singapur del matemàtic portuguès Manuel Godinho de Eredia mostrava la ubicació de Xabandaria o l'oficina d'un shahbandar, l'oficial malai responsable del comerç internacional. S'han trobat fragments de ceràmica Siam del segle xv i de porcellana blava i blanca xinesa de finals del segle xvi o principis del segle XVII als rius Singapur i Kallang. Singapur també va proporcionar a altres ports regionals productes locals demandats pels mercats internacionals. Per exemple, la fusta negra (un terme genèric utilitzat pels europeus per referir-se al pal de rosa) es va exportar de Singapur a Malacca i, al seu torn, va ser comprada per comerciants xinesos i enviada a la Xina per fabricar mobles.
A principis del segle xvii, l'assentament principal de Singapur i el seu port van ser destruïts per una força punitiva d'Aceh. Després d'aquest incident, no hi va haver cap assentament ni port significatius a Singapur fins al 1819.

### 1819–1960

Port a Singapur, ca. 1890

El 1819, Sir Stamford Raffles, excitat per les profundes i protegides aigües del port de Keppel, va establir per a Gran Bretanya un nou assentament i un port internacional a l'illa o un port comercial. Amb ganes d'atraure comerciants asiàtics i europeus al nou port, Raffles va ordenar que les terres a la vora del riu Singapur, en particular la riba sud, fossin recuperades quan fos necessari i destinades a comerciants xinesos i anglesos per animar-los a establir una participació a port-assentament. Els comerciants xinesos, a causa de les seves freqüents interaccions comercials amb comerciants del sud-est asiàtic durant tot l'any, van establir les seves cases comercials a la part baixa del riu, mentre que els comerciants anglesos, que depenien de l'arribada anual del comerç de l'Índia, van establir magatzems al llarg dels trams superiors. El port es basava en tres xarxes comercials principals que existien al sud-est asiàtic en aquella època: la xarxa xinesa, que unia el sud-est asiàtic amb els ports xinesos del sud de Fujian i Guangdong; la xarxa del sud-est asiàtic, que unia les illes de l'arxipèlag indonesi; i la xarxa europea i de l'oceà Índic, que connectava Singapur amb els mercats d'Europa i el litoral de l'oceà Índic. Aquestes xarxes eren complementàries i posicionaven Singapur com el punt de transbordament del comerç regional i internacional. Cap a la dècada de 1830, Singapur havia superat Batavia (actual Jakarta) com a centre del comerç de brossa xinès i també es convertia en el centre del comerç de països anglesos al sud-est asiàtic. Això es deu al fet que els comerciants del sud-est asiàtic preferien el port franc de Singapur a altres ports regionals importants que tenien restriccions pesades. Singapur també havia suplantat Tanjung Pinang com a porta d'exportació de la indústria del gambier i del pebrot de les Illes Riau - Lingga a la dècada de 1830 i Sud Johor a la dècada de 1840. També s’havia convertit en el centre del comerç de Teochew de productes marins i arròs.
A mesura que el volum del seu comerç marítim va augmentar al segle xix, Singapur es va convertir en un port d'escala clau per als vaixells de vela i vapor al seu pas per les rutes marítimes asiàtiques. A partir de la dècada de 1840, Singapur es va convertir en una important estació de carbó per a xarxes de transport de vapor que començaven a formar-se. Cap a finals del segle xix, Singapur es va convertir en un port bàsic que donava servei a l'interior geogràfic de la península malaia. Després de la institució del British Forward Movement, Singapur es va convertir en la capital administrativa de la Malaya britànica. Les carreteres i ferrocarrils es van desenvolupar per transportar materies primes com ara cru, cautxú i estany de la península Malaya a Singapur per transformar-los en productes bàsics i, posteriorment, enviar-se a Gran Bretanya i altres mercats internacionals. Durant el període colonial, aquest va ser el paper més important del port de Singapur.

### Des del 1963
Singapur va deixar de formar part de l'Imperi Britànic quan es va fusionar amb Malàisia el 1963. Singapur va perdre el seu interior i ja no era la capital administrativa o econòmica de la península malaia. El processament a Singapur de matèries primeres extretes a la Península es va reduir dràsticament a causa de l'absència d'un mercat comú entre Singapur i els estats peninsulars.
Des de la plena independència de Singapur el 1965, ha hagut de competir amb altres ports de la regió per atreure el transport marítim i el comerç al seu port. Ho ha fet desenvolupant una economia orientada a l'exportació basada en la fabricació de valor afegit. Obté productes crus o parcialment fabricats de mercats regionals i mundials i exporta productes de valor afegit a aquests mercats mitjançant acords d'accés al mercat com ara les directives de l'Organització Mundial del Comerç i els acords de lliure comerç.
Cap a la dècada de 1980, l'activitat de comerç marítim havia cessat a les rodalies del riu Singapur, excepte en forma de transport de passatgers, ja que altres terminals i ports van assumir aquest paper. A Keppel Harbour hi ha ara tres terminals de contenidors. Altres terminals es van construir a Jurong i Pasir Panjang, així com a Sembawang, al nord. Avui en dia, les operacions portuàries a Singapur són gestionades per dos actors: PSA International (abans Autoritat del Port de Singapur) i Jurong Port, que operen col·lectivament sis terminals de contenidors i tres terminals d'ús general a Singapur.

La terminal de contenidors Pasir Panjang es troba a l'esquerra i al port de Jurong al fons d'aquesta vista panoràmica de la part sud-oest de Singapur, que mostra les parts meridionals de Queenstown i Clementi i Jurong.

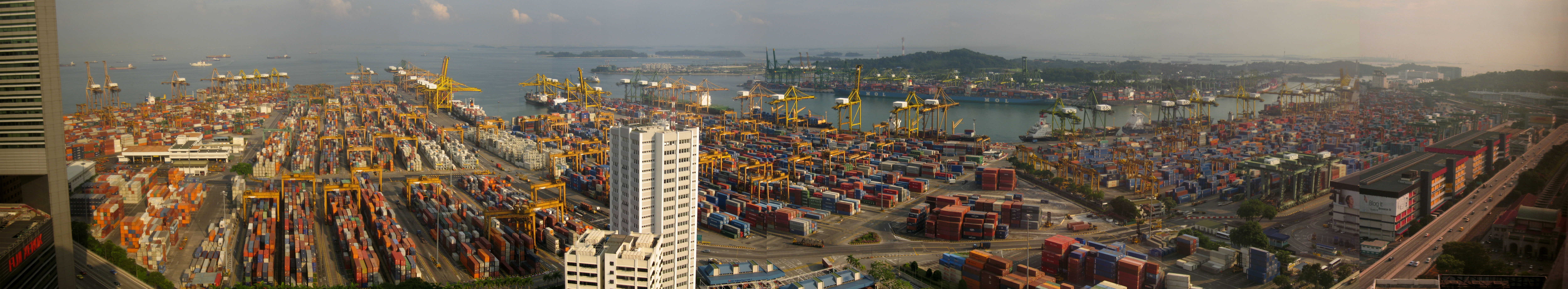
El port de Singapur amb l'illa Sentosa al fons.

## Operacions

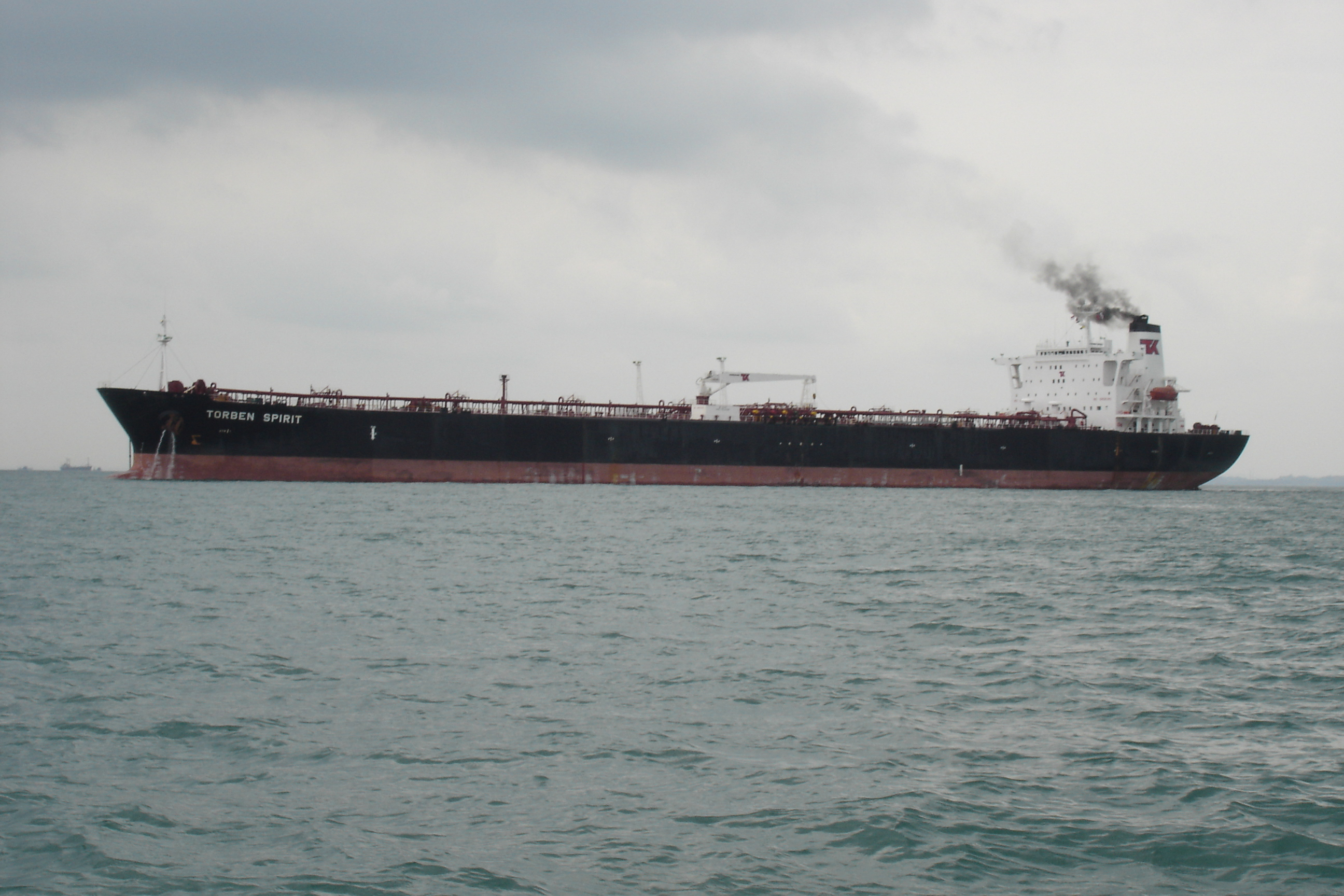
El MT Torben Spirit ancorat a Singapur - fotografiat el 2005.

Panoràmica aèria de l'estret de Singapur i de la terminal portuària de Pasir Panjang. Rodat el 2016.

| Curs | Tonelatge d'arribada del vaixell (mil milions de GT) | Rendiment de contenidors (milions de TEU) | Rendiment de càrrega (milions de tones) | Volum de venda de búnquers (milions de tones) | Tonelatge segons el registre de vaixells de Singapur (milions de GT) |
| 2014 | 2,37                                                 | 33,9                                      | 581,3                                   | 42.4                                          | 82,2                                                                 |
| 2015 | 2,50                                                 | 30,9                                      | 575,8                                   | 45.2                                          | 86,3                                                                 |
| 2016 | 2,66                                                 | 30,9                                      | 593.3                                   | 48,6                                          | 88,0                                                                 |
| 2017 | 2,80                                                 | 33,7                                      | 627,7                                   | 50,6                                          | 88,8                                                                 |
| 2018 | 2,79                                                 | 36,6                                      | 630,0                                   | 49,8                                          | 90,9                                                                 |

## Operadors

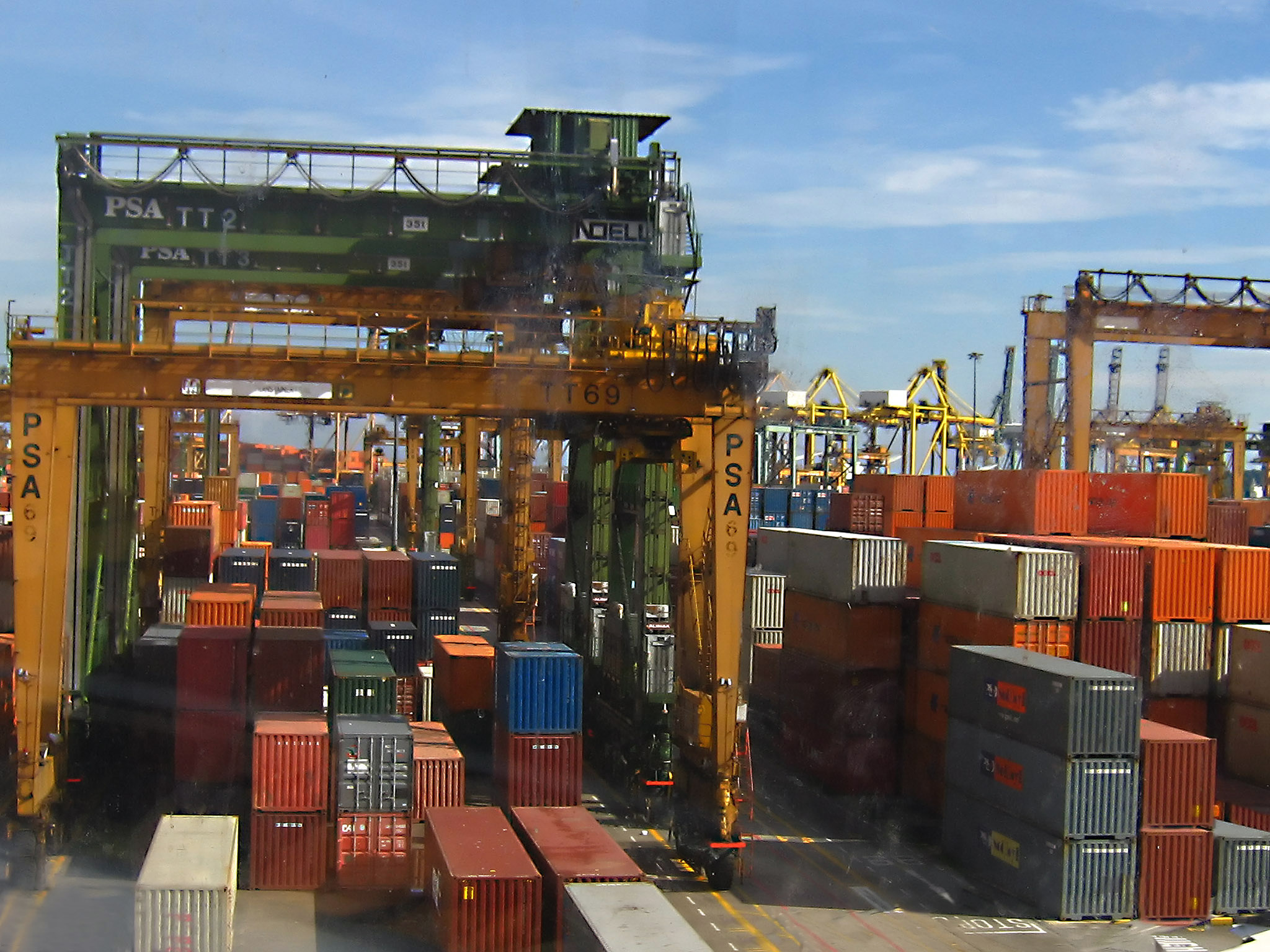
Terminal de contenidors Keppel a Singapur

Les instal·lacions de contenidors de PSA Singapur són les següents:
- Amarratges de contenidors: 52
- Longitud del moll: 15.500 m
- Superfície: 600 hectàrees
- Calat màxim: 16 m
- Grues de moll: 190
- Capacitat dissenyada: 35.000 kTEU

Les instal·lacions de Jurong Port són les següents:
- Llits: 32
- Longitud de l'amarratge: 5,6 km
- Calat màxim del vaixell: 15,7 m
- Mida màxima del vaixell: 150,000 tones de
- Superfície: zona de lliure comerç de 127 hectàrees, zona de lliure comerç de 28 hectàrees
- Instal·lacions del magatzem: 178.000 m²